# Yllenus kulczynskii
Yllenus kulczynskii är en spindelart som beskrevs av Punda 1975. Yllenus kulczynskii ingår i släktet Yllenus och familjen hoppspindlar. Inga underarter finns listade i Catalogue of Life.